# Aglossosia aurantiacella
Aglossosia aurantiacella là một loài bướm đêm thuộc phân họ Arctiinae, họ Erebidae.